# Petru Rareș
Petru IV Rareș (1487-1546), también llamado Pedro IV de Moldavia o bajo el apodo Petryła, fue dos veces voivoda de Moldavia: desde el 20 de enero de 1527 hasta el 18 de septiembre de 1538 y desde el 9 de febrero de 1541 hasta el 3 de septiembre de 1546. Es conocido por haber construido el Monasterio de Moldovița. 
Era hijo natural de Esteban III de Moldavia con una mujer llamada Răreșoaia, personaje cuya realidad histórica no ha sido documentada. 
Petru tenía muchas de las cualidades de su padre: la ambición, la audacia, el valor, la religiosidad, el gusto por el arte. 
Fue el primer rumano del que se conoce el deseo de unir a todos sus compatriotas en un solo estado, lo que haría un poco más tarde Mihai Viteazul. 
La máxima de Petru IV Rareș era «Vamos a ser otra vez lo que hemos sido y mucho más».